# Identifikacija
Identifikacija je dokazivanje identiteta živih i mrtvih osoba, kao i utvrđivanje identiteta počinitelja kaznenih djela na temelju ostavljenih tragova na mjestu događaja kaznenih djela.
Može se podijeliti na:
- daktiloskopiju
- analizu DNK
- vještačenje fotografija